# 과달레테강

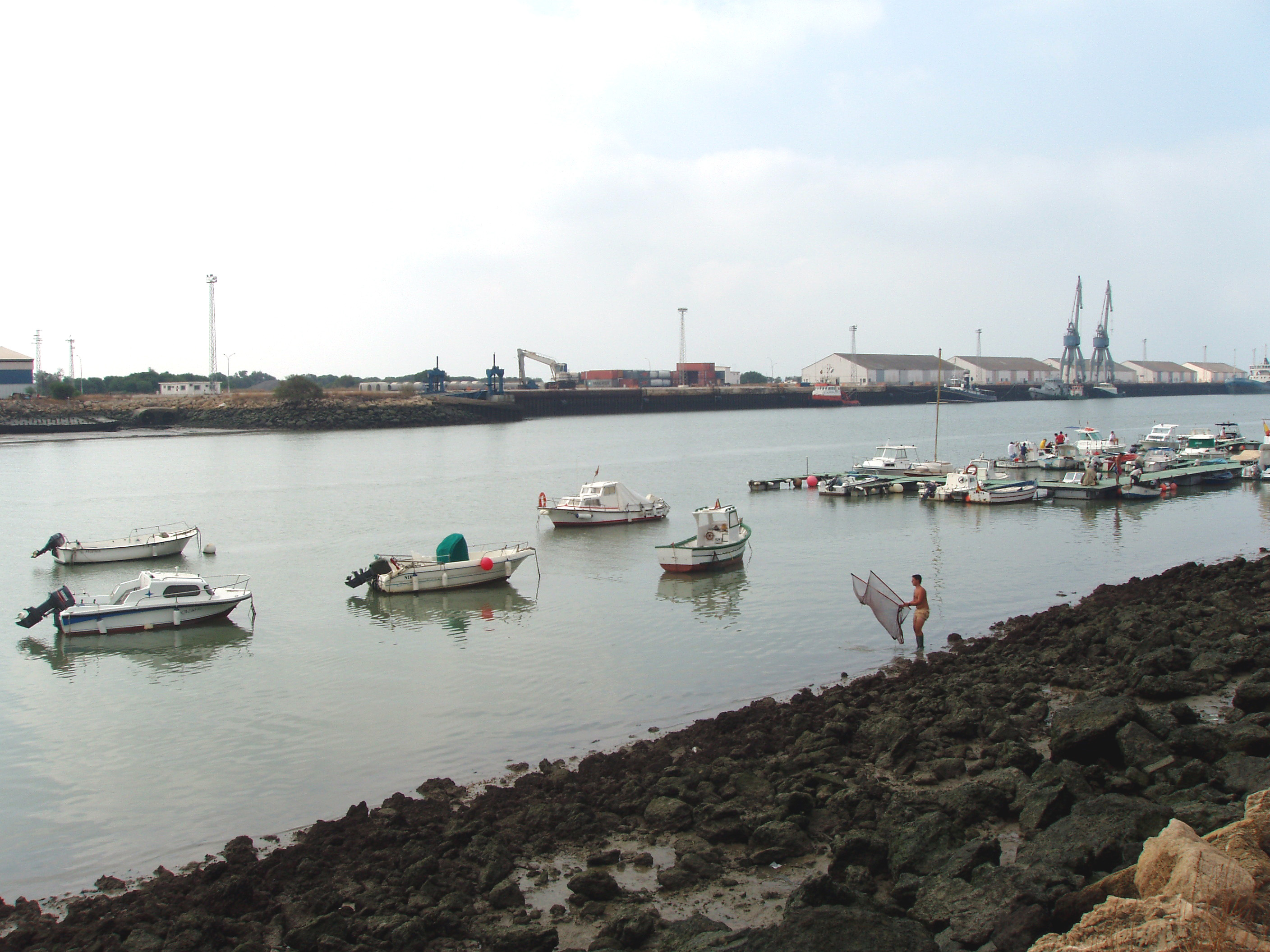
과달레테강 하구

과달레테강(Guadalete)은 스페인 카디스도에 위치한 강이다. 시에라 데 그라잘레마 국립공원(Parque natural de la Sierra de Grazalema)에서 발원하여 약 172km를 흘러 카디스시 북쪽 엘푸에르토데산타마리아시에서 대서양의 카디스만(Bahía de Cádiz)으로 빠져나간다. 강의 이름은 아랍어로 "망각의 강"이라는 뜻의 وادي لكة(Wadi lakath)에서 유래하였다.

## 같이 보기
- 과달레테 전투
- 스페인의 강 목록